# 咲香里
咲 香里（さき かおり、5月6日生）は、日本の漫画家。千葉県出身、東京都在住。女性。

## 来歴
紺野さおりの名前で『別冊少女コミック』からデビューした。当初は少女漫画を描いていたが、断念し森川ジョージのアシスタントを2年ほど経験。後に、ゲームのコミカライズを経て成人向け漫画に転向、主に百合・レズものを得意としていた。
1999年から『ヤングマガジンアッパーズ』で「春よ、来い」を連載開始、青年漫画を手がける。この時、体力作りとして始めたバドミントンに興味を持ち、「春よ、来い」の後の連載としてバドミントンを題材とした「やまとの羽根」を手がける。これが好評を博し、バドミントンの人気向上にも寄与する結果となったが、『アッパーズ』休刊に伴い中断した。
その後も、2006年から同じくバドミントン(高校バドミントン)を題材とした『週刊少年マガジン』で「スマッシュ!」を(「やまとの羽根」の登場人物も登場する)、『モーニング』系列で女子ダブルス競技を題材とした「シャトル・プリンセス」・『コミックビーム』で2024年8月号から「Fly Free ＆ High」を連載しており、このジャンルは著者のライフワークの一つとなっている。
ラブコメディジャンルでは2010年から『月刊ヤングマガジン』で「はじめてだってば!」、2012年から『週刊ヤングマガジン』で「8♀1♂」（ハチイチ）を連載した。

## 作品

### 成年向け
- Sweet Pain Little Lovers（富士美出版）
  1. 1997年2月発売、ISBN 4-89421-203-X
- Sweet and Bitter（笠倉出版社）
  1. 1998年1月発売、ISBN 4-7730-0552-1
- 太陽が落ちてくる（笠倉出版社）
  1. 1999年7月発売、ISBN 4-7730-0583-1
  2. 1999年9月発売、ISBN 4-7730-0585-8
  3. 1999年12月発売、ISBN 4-7730-0593-9
- 少女の季節（笠倉出版社）
  1. 2001年4月発売、ISBN 4-7730-0622-6

### 青年向け
- 春よ、来い（『ヤングマガジンアッパーズ』1999年 - 2003年、講談社、全11巻）
- はじめてだってば!（『月刊ヤングマガジン』2010年 - 2012年、講談社、全3巻）
  1. 2011年1月6日発売、ISBN 978-4-06-361978-2
  2. 2011年7月6日発売、ISBN 978-4-06-382055-3
  3. 2012年4月6日発売、ISBN 978-4-06-382166-6
- 8♀1♂（『週刊ヤングマガジン』2012年28号 - 2015年7号、講談社、全9巻）
  1. 2012年11月6日発売、ISBN 4-06-382238-9
  2. 2013年3月6日発売、ISBN 4-06-382277-X
  3. 2013年6月6日発売、ISBN 4-06-382310-5
  4. 2013年9月6日発売、ISBN 4-06-382368-7
  5. 2014年1月6日発売、ISBN 4-06-382397-0
  6. 2014年5月2日発売、ISBN 4-06-382452-7
  7. 2014年10月6日発売、ISBN 4-06-382513-2
  8. 2014年12月5日発売、ISBN 4-06-382548-5
  9. 2015年3月6日発売、ISBN 978-4-06-382585-5

### 全年齢向け
- ロマンシング サ・ガ（徳間書店インターメディア、全2巻）※紺野さおり名義
- やまとの羽根（『ヤングマガジンアッパーズ』2003年 - 2004年、講談社、全4巻）
  1. 2003年12月発売、ISBN 4-06-346225-0
  2. 2004年4月発売、ISBN 4-06-346225-0
  3. 2004年8月発売、ISBN 4-06-346252-8
  4. 2004年12月発売、ISBN 4-06-346274-9
- スマッシュ!（『週刊少年マガジン』2006年 - 2010年、講談社、全18巻）
- シャトル・プリンセス（『モーニング』読み切り2012年32号・33号、連載2013年39号 - 42号、講談社、既刊1巻）[2]
  1. 2013年9月20日発売、ISBN 978-4-06-387256-9
- 講談社 学習まんが 日本の歴史 (8) ふたつの朝廷（2020年7月、講談社、ISBN 978-4-06-514393-3）
- フライ・フリー＆ハイ（『コミックビーム』2024年 -、KADOKAWA）
  1. 2025年2月発売、ISBN 9784047382770

## アシスタント
- オカヤド